# 완추트군

포트카르파츠키에주 지도에 표시된 완추트군의 위치

완추트군(폴란드어: powiat łańcucki)은 폴란드 포트카르파츠키에주에 위치한 군으로 군청 소재지는 완추트이며 면적은 452km2, 인구는 80,898명(2019년 기준), 인구 밀도는 180명/km2이다.
북쪽으로는 레자이스크군, 동쪽으로는 프셰보르스크군, 서쪽으로는 제슈프군과 접한다. 7개 지방 자치체(1개 도시, 6개 농촌)를 관할한다.

군기
군 문장